# Klasyfikacja anatomiczno-terapeutyczno-chemiczna
Klasyfikacja anatomiczno-terapeutyczno-chemiczna, ATC – system porządkujący leki oraz inne środki i produkty wykorzystywane w medycynie. Klasyfikację kontroluje Centrum Współpracy nad Metodologią Statystyczną Leków (Collaborating Centre for Drug Statistics Methodology) w Norwegii podlegający pod Światową Organizację Zdrowia (WHO). Pierwszy spis został opublikowany w 1976 roku.

## Struktura ATC
Klasyfikacja ma strukturę drzewa, w którym najniższy, anatomiczny poziom określa miejsce działania, a wyższe precyzują lek na drodze funkcji terapeutycznej, cechy farmakologicznej i przynależności do określonej grupy chemicznej.
Kod leku w klasyfikacji ATC jest siedmiopozycyjny i ma postać (L – litera, C – cyfra):
LCCLLCC
Pierwszy poziom (jedna litera) określa grupę anatomiczną. Drugi poziom (dwie cyfry) określa podgrupę terapeutyczną, trzeci poziom (jedna litera) określa podgrupę farmakologiczną, czwarty poziom (jedna litera) podgrupę chemiczną, a piąty, ostatni poziom (dwie cyfry) wskazuje na konkretną substancję chemiczną.
Poniższy przykład pokazuje lokalizację w ATC adrenaliny, posiadającej alfanumeryczny kod C01CA24:
Epinefryna (adrenalina)
C01C A24

C – Układ sercowo-naczyniowy

→ (anatomiczna grupa główna)

C 01 – Leki stosowane w chorobach serca

→ (podgrupa terapeutyczna)

C01 C – Leki pobudzające układ sercowo-naczyniowy (bez glikozydów nasercowych)

→ (podgrupa farmakologiczna)

C01C A – Leki wpływające na receptory adrenergiczne i dopaminergiczne

→ (podgrupa chemiczna)

C01CA 24 – Epinefryna

→ (substancja chemiczna)

## Główne grupy anatomiczne
Pierwsza litera kodu ATC wskazuje na jedną z czternastu głównych grup anatomicznych (lokalizacyjnych):
- A – Przewód pokarmowy i metabolizm
- B – Krew i układ krwiotwórczy
- C – Układ sercowo-naczyniowy
- D – Dermatologia
- G – Układ moczowo-płciowy i hormony płciowe
- H – Leki hormonalne do stosowania wewnętrznego (bez hormonów płciowych)
- J – Leki stosowane w zakażeniach (przeciwinfekcyjne)
- L – Leki przeciwnowotworowe i immunomodulujące
- M – Układ mięśniowo-szkieletowy
- N – Ośrodkowy układ nerwowy
- P – Leki przeciwpasożytnicze, owadobójcze i repelenty
- R – Układ oddechowy
- S – Narządy wzroku i słuchu
- V – Różne (varia)